# کشیشتف کرافچیک
کشیشتف کرافچیک (انگلیسی: Krzysztof Krawczyk؛ ‏ ۸ سپتامبر ۱۹۴۶ – ۵ آوریل ۲۰۲۱) موسیقی‌دان، آهنگساز، خواننده باریتون و نوازندهٔ گیتار اهل لهستان بود. وی بین سال‌های ۱۹۶۳ تا ۲۰۲۰ میلادی فعالیت می‌کرد.
از فیلم‌ها یا مجموعه‌های تلویزیونی که وی در آن‌ها نقش داشته‌است، می‌توان به شیطان در کلاس هفتم، جهان به روایت خانواده کیپسکی، شکار مگس‌ها و زندگی جدید امپراتور اشاره نمود.
وی همچنین برندهٔ جوایزی همچون نشان کنشگر شایسته فرهنگِ صلیب شایستگی، نشان افتخار تولد لهستان و گلوریا آرتیس شده‌است.